# Bryum humillimum
Bryum humillimum là một loài Rêu trong họ Bryaceae. Loài này được Müll. Hal. ex E. Britton mô tả khoa học đầu tiên năm 1896.